# Riu Viena
La Viena (en occità Vinhana i en francès Vienne) és un riu francès que travessa els departaments que porten el nom (Alta Viena i Viena) i una part de la Corresa, de la Charente així com l'Indre i Loira. Té una llargada de 372 quilòmetres i és un dels principals afluents del Loira, juntament amb el riu Allier i el riu Cher. El riu neix a l'Altiplà de Millevaches i s'escola per la plana de Touraine i travessa paisatges molt diferents, com la majoria de rius que sorgeixen del Massís Central i desemboquen a la Garona (riu Dordonya, riu Tarn, Ólt…).

## Hidrografia
Les fonts del riu se situen al departament de la Corresa, als peus del Mont Audouze, situat a l'Altiplà de Millevaches, a 920 metres d'altitud i desemboca al Loira a Candes-Saint-Martin.
L'escriptor Laurent Bourdelas li va consagrar un text "(Ad) Vienne", publicat en un llibre d'artista, editat per Jean-Paul Ruix (2008).

## Afluents i subafluents
La Viena té diversos afluents i subafluents. Els principals són el Taurion o Thaurion, el riu Cruesa amb l'afluent Gartempe, i el Clain.
- Riba esquerra
  - la Combade
  - l'Auzette
  - la Valoine
  - la Briance
  - la Roselle
  - la Ligoure
  - el Blanzou
  - l'Aixette
  - la Gorre
  - el Gorret
  - la Grêne
  - el Clain
  - el Préhobe
  - el Payroux
  - el Maury
  - la Dive du Sud
  - la Bouleure
  - la Belle
  - la Vonne
  - la Clouère
  - le Miosson
  - la Boivre
  - l'Auxances
  - la Vandelogne
  - la Palu
  - l'Envigne
  - la Veude
  - el Mâble
  - el Négron

- Riba dreta:
  - la Maulde
  - el Tard.
  - el Thaurion o Taurion
  - la Leyrenne
  - la Banize
  - la Vige
  - la Béraude
  - el rierol del Palais
  - l'Aurence
  - la Glane
  - le Glanet
  - la Vergogne
  - le Goire
  - l'Etang
  - l'Issoire
  - la Marchandaine
  - la grande Blourde, formée de la Blourde et de l'Ysseau
  - la petite Blourde
  - l'Ozon
  - el riu Cruesa
  - la Beauze
  - la Sédelle
  - la Gartempe
  - l'Ardour
  - elRivalier
  - la Couze
  - la Graulade
  - la Semme
  - el Vincou
  - la Glayeulle
  - la Brame
  - l'Anglin
  - l'Abloux
  - la Sonne
  - la Benaize
  - el Salleron
  - la Rozeille
  - la Petite Creuse
  - el Lavaud
  - la Bouzanne
  - el Bouzanteuil
  - el Suin
  - la Claise
  - la Muanne
  - l'Aigronne.
  - el Brignon
  - l'Esves
  - la Manse
  - el Ruau

## Ciutats que travessa
- Llemotges, Saint-Junien, Saint-Léonard-de-Noblat, Confolens, L'Isle-Jourdain, Lussac-les-Châteaux, Chauvigny, Châtellerault, Chinon

### Altres llocs que travessa
- Tres parcs naturals regionals: Parc Natural Regional de Millevaches al Llemosí, Parc Natural Regional Périgord Limousin, Parc Natural Regional Loire-Anjou-Touraine.
- Una central nuclear, la de Civaux (Vienne)
- Nou ciutats de més de 5 000 habitants: Le Palais-sur-Vienne, Panazol, Limoges, Isle, Aixe-sur-Vienne, Saint-Junien, Chauvigny, Châtellerault et Chinon.

## Hidrologia

### Conca superior, de les fonts a Llemotges
La Viena neix sota el Lacaux, per dues fonts situades a 860 m i 885 m d'altitud, al costat del Mont d'Audouze (956 m), no gaire lluny del poble de Millevaches.
Es dirigeix cap al nord i rep el primer afluent a la riba dreta, el rierol de Vieille Maison. La Viena gira cap a l'oest i passa al sud de Peyrelevade, travessa un estany i rep el segon afluent a la dreta, el rierol dels ponts. Continua per l'oest i rep el primer afluent a l'esquerra, el rierol de Chamboux. Arriba al llac de Servières amb un cabal de 3.5 m³/s. Aquest llac té dues sortides, una de natural, que és la Viena, amb un cabal de 1.8 m³/s, l'altre és el rec del Diable, que alimenta el llac del Chammet amb 2 m³/s. El curs d'aigua arriba a Tarnac i continua per l'oest, aquí rep un primer afluent considerable per la dreta, la Chandouille.
Continua cap a l'oest per la frontera natural entre l'Alta Viena i la Cruesa. Cal dir que la Viena és l'únic riu que passa pels tres departaments del Llemosí, per bé que a la Cruesa només hi està 2 quilòmetres.
Rep altres afluents de poca importància i arriba a Eymoutiers, amb un cabal de 6.850 m³/s. D'Eymoutiers fins a Saint-Priest-Taurion, rep els primers afluents importants: la Combade amb un cabal de 3.6 m³/s i la Maulde amb 7 m³/s. À Saint-Priest Taurion, el riu ja té 23,7 m³ per segon. Aquí rep les aigües del Taurion, amb 18,9 m³ suplementaris per segon i arriba així als 42,6 m³ per segon. Arriba a Le Palais-sur-Vienne i Panazol i arriba a l'àrea urbana de Llemotges i abandona així la part alta del departament.
Cabal mitjà mensual de la Viena (en m³/segon) mesurat a l'estació de Nouâtre
Dades calculades en 48 anys

### Subconca de la Viena
| Curs d'aigua | Localitat             | Cabals en m³ per segon | Cabals en m³ per segon | Cabals en m³ per segon | Cabals en m³ per segon | Cabals en m³ per segon | Cabals en m³ per segon | Cabals en m³ per segon | Cota max(m) | Max. instant. | Max. dia.   | Mirall d'aigua (mm) | Superfície (km²) |
| Curs d'aigua | Localitat             | Module                 | VCN3 (étiage)          | QIX 2                  | QIX 5                  | QIX 10                 | QIX 20                 | QIX 50                 | Cota max(m) | Max. instant. | Max. dia.   | Mirall d'aigua (mm) | Superfície (km²) |
| ------------ | --------------------- | ---------------------- | ---------------------- | ---------------------- | ---------------------- | ---------------------- | ---------------------- | ---------------------- | ----------- | ------------- | ----------- | ------------------- | ---------------- |
| Viena        | Peyrelevade           | 1,78                   | 0,10                   | 14                     | 19                     | 22                     | 25                     | 28                     | 2,14        | 26,6          | 35          | 960                 | 58,5             |
| Viena        | Eymoutiers            | 6,83                   | 0,62                   | 54                     | 78                     | 95                     | 110                    | -                      | 2,50        | 148           | 71,6        | 586                 | 369              |
| Combade      | Roziers-Saint-Georges | 3,60                   | 0,44                   | 24                     | 30                     | 35                     | 39                     | 48                     | 1,80        | 41,5          | 37,3        | 658                 | 173              |
| Maulde       | Peyrat                | 2,46                   | 0,34                   | 15                     | 18                     | 20                     | 22                     | -                      | 2,24        | 21,9          | 17          | 804                 | 97               |
| Maulde       | confluence            | 7                      |                        |                        |                        |                        |                        |                        |             |               |             |                     |                  |
| Viena        | Saint-Priest-Taurion  | 23,60                  | 2,30                   | 130                    | 180                    | 220                    | 250                    | 290                    | 2,71        | 253           | 216         | 647                 | 1 160            |
| Taurion      | Saint-Priest-Taurion  | 19,00                  | 1,10                   | 140                    | 210                    | 250                    | 290                    | 350                    | 3,23        | 228           | 215         | 585                 | 1 030            |
| Viena        | Le Palais             | 43,90                  | 3,80                   | 250                    | 350                    | 410                    | 470                    | 550                    | 3,04        | 600           | 510         | 2 296               | 606              |
| Briance      | Condat-sur-Vienne     | 8,21                   | 0,64                   | 120                    | 170                    | 200                    | 230                    | 270                    | 4,25        | 409           | 218         | 435                 | 597              |
| dont Roselle | Saint-Hilaire         | 1,60                   | 0,14                   | 32                     | 46                     | 55                     | 63                     | 75                     | 4,89        | 91,5          | 45,8        | 406                 | 125              |
| Aurence      | Isle                  | 1,24                   | 0,12                   | 17                     | 23                     | 27                     | 30                     | -                      | 2,36        | 28,4          | 19,4        | 451                 | 87               |
| Aixette      | Aixe-sur-Vienne       | 1,68                   | 0,03                   | 38                     | 56                     | 68                     | 79                     | 93                     | 2,95        | 82,2          | 43,7        | 351                 | 152              |
| Viena        | Verneuil-sur-Vienne   | 61,00                  | 6,60                   | 420                    | 590                    | 700                    | 810                    | 940                    | 4,03        | 768           | 640         | 570                 | 3 390            |
| Glane        | Saint-Junien          | 3,95                   | 0,16                   | 36                     | 50                     | 59                     | 68                     | 80                     | 2,32        | 74,3          | 52          | 435                 | 288              |
| Gorre        | Chaillac              | 2,14                   | 0,065                  | 35                     | 52                     | 64                     | 75                     | 89                     | 3,36        | 94            | 54,5        | 364                 | 186              |
| Viena        | Étagnac               | 71,30                  | 7,10                   | 480                    | 660                    | 780                    | 890                    | 1 000                  | 3,86        | 830           | 754         | 551                 | 4 100            |
| Clain        | Dissay                | 22,30                  | 1,70                   | 130                    | 210                    | 260                    | 310                    | 370                    | 2,37        | 413           | 382         | 245                 | 2 886            |
| Viena        | Châtellerault         | 112,00                 | 11,00                  | 870                    | 1300                   | 1500                   | 1700                   | 2100                   | 5,03        | 1 400         | 1 400       | 358                 | 9 910            |
| Viena        | Ingrandes             | 121,00                 | 13,00                  | 810                    | 1 100                  | 1 400                  | 1 600                  | 1 800                  | 7,77        | 1 420         | 1 400       | 380                 | 10 050           |
| Cruesa       | Leugny                | 76,70                  | 6,30                   | 670                    | 960                    | 1 100                  | 1 300                  | 1 600                  | 6,99        | 1 210         | 1 110       | 303                 | 8 020            |
| Viena        | Nouâtre               | 201,00                 | 25,00                  | 1 400                  | 1 900                  | 2 200                  | 2 600                  | 3 000                  | 8,61        | 2 480         | 2 300       | 319                 | 19 920           |
| Viena        | Candes-Saint-Martin   | 210,00                 |                        |                        |                        |                        |                        |                        |             |               |             |                     | 21 105           |
|              |                       |                        |                        |                        |                        |                        |                        |                        |             |               |             |                     |                  |
|              |                       |                        |                        |                        |                        |                        |                        |                        |             |               |             |                     |                  |
|              | Localité              | Module                 | VCN 3                  | QIX 2                  | QIX 5                  | QIX 10                 | QIX 20                 | QIX 50                 | Côte max.   | Max. instant. | Max. journ. | Lame d'eau          | Surface bassin   |

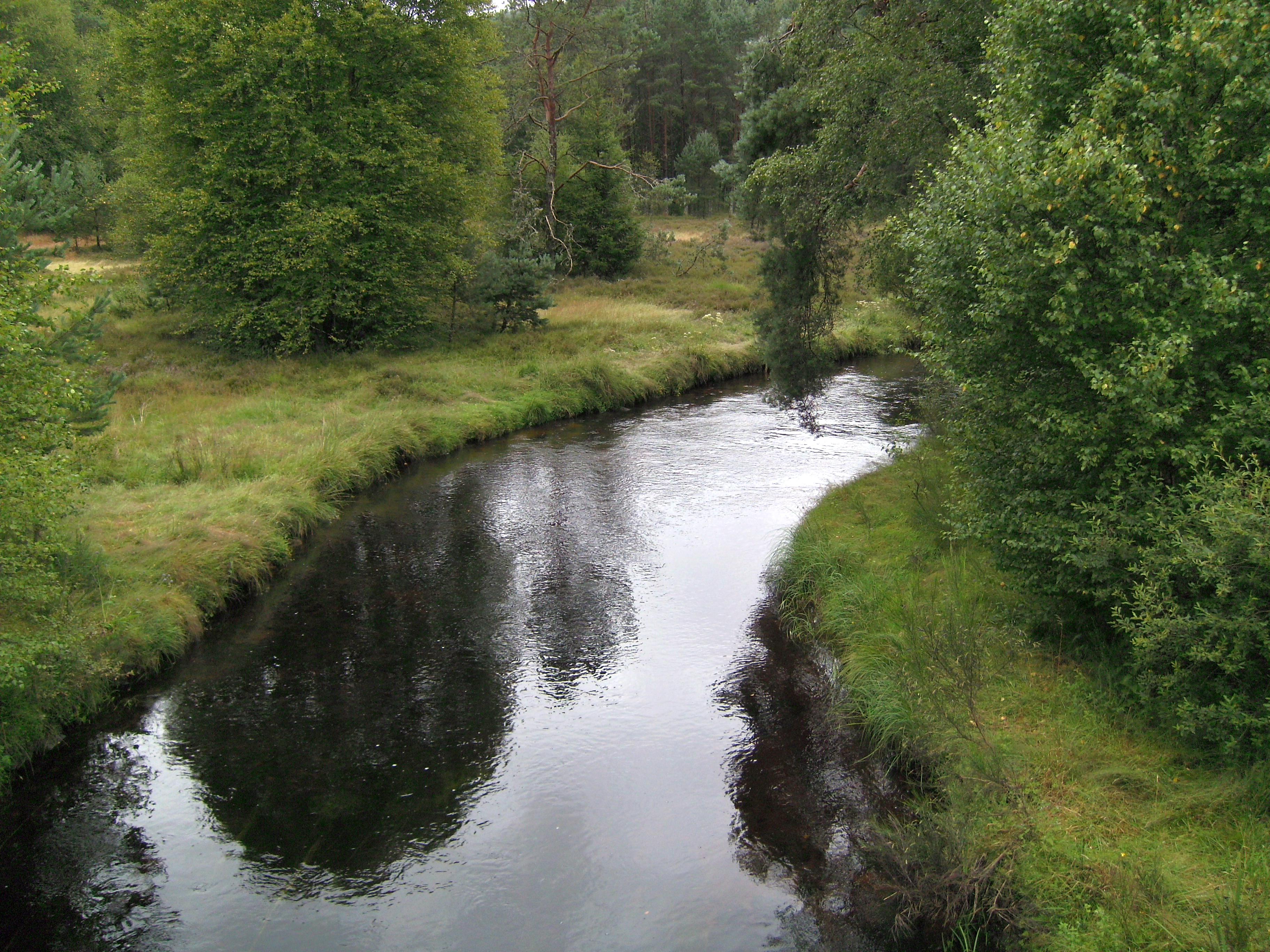
La Viena al costat de Peyrelevade.
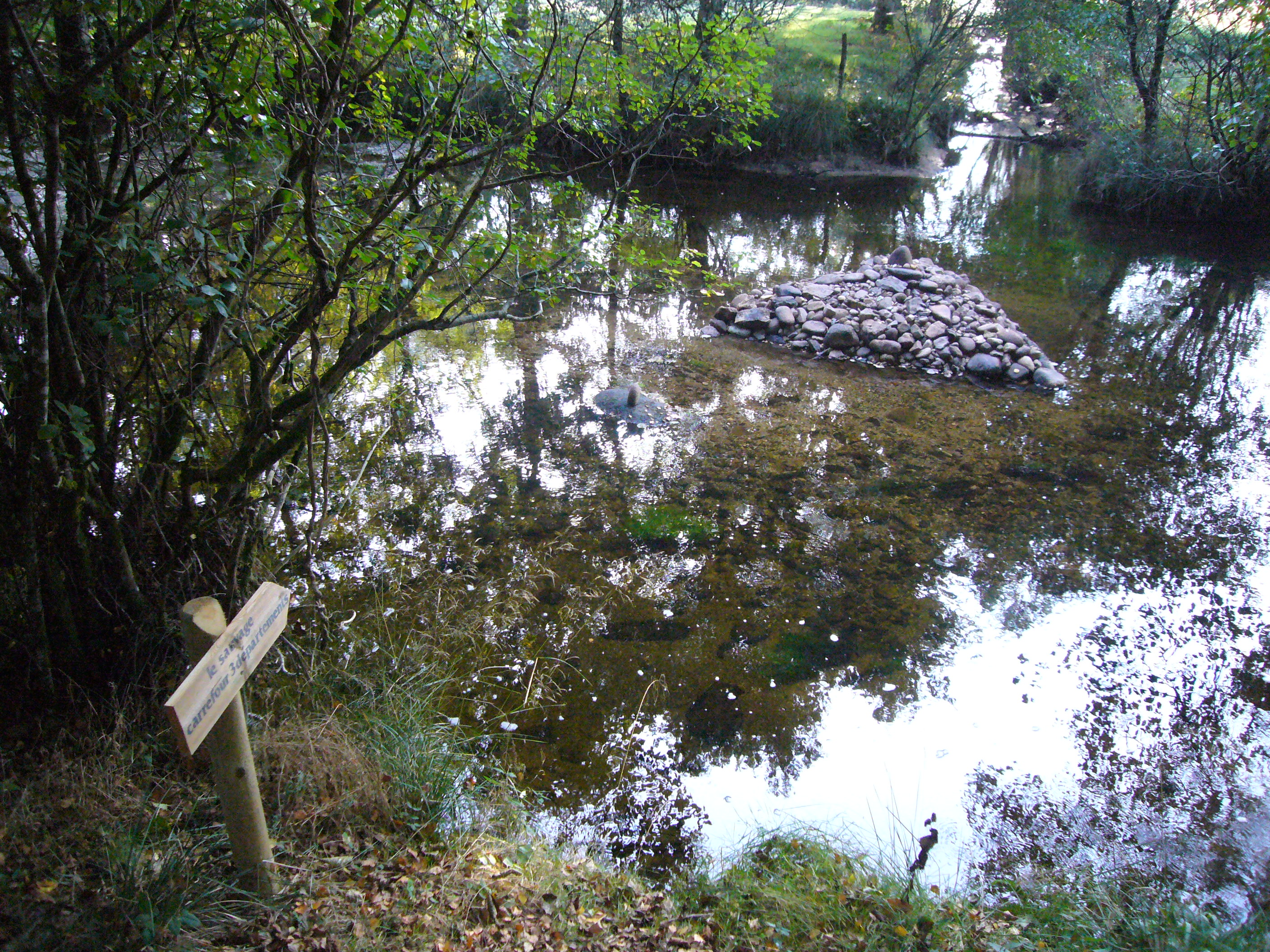
« Le Sauvage », límit dels tres departaments del Llemosí
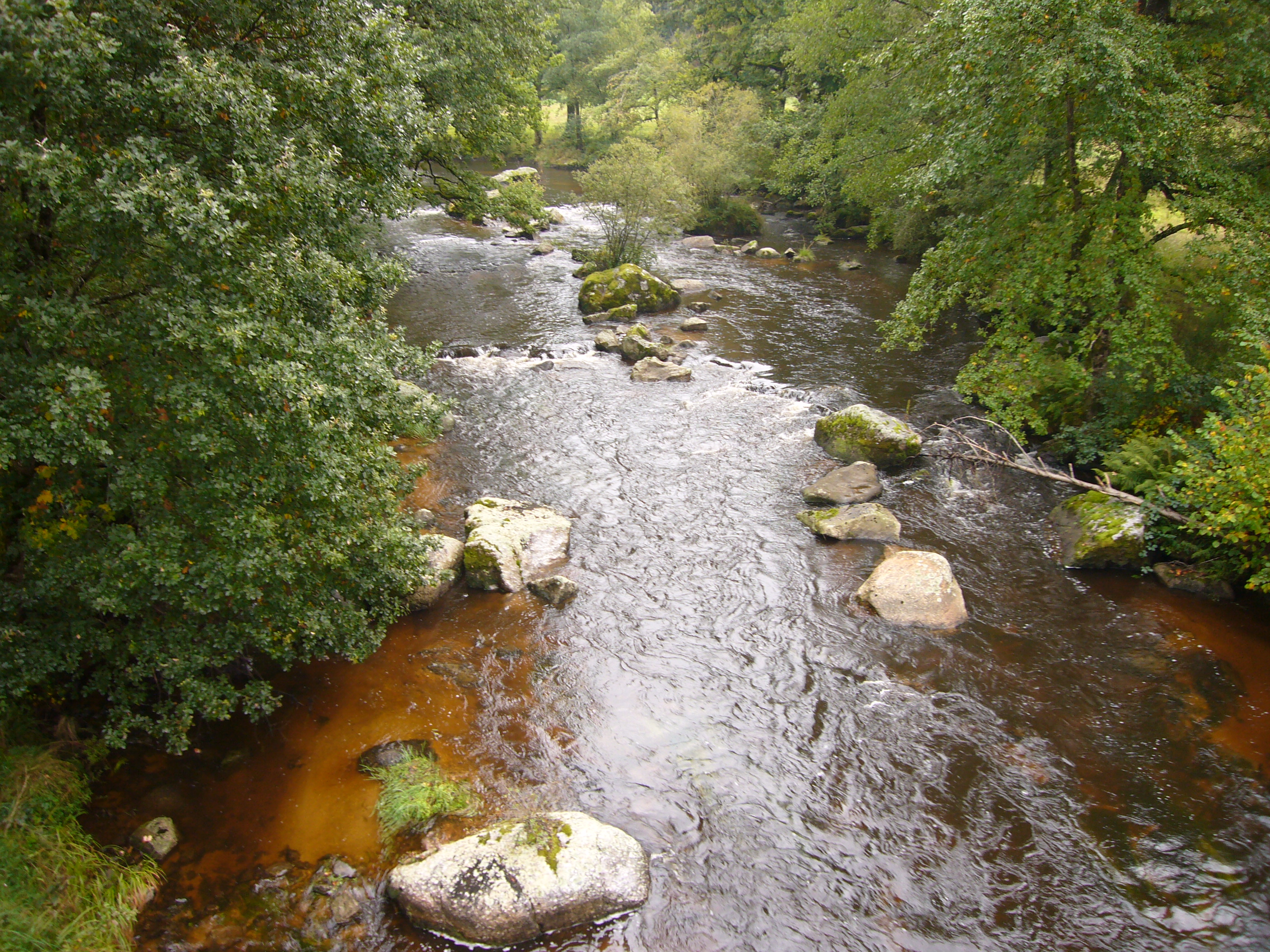
La Viena al costat de Rempnat.
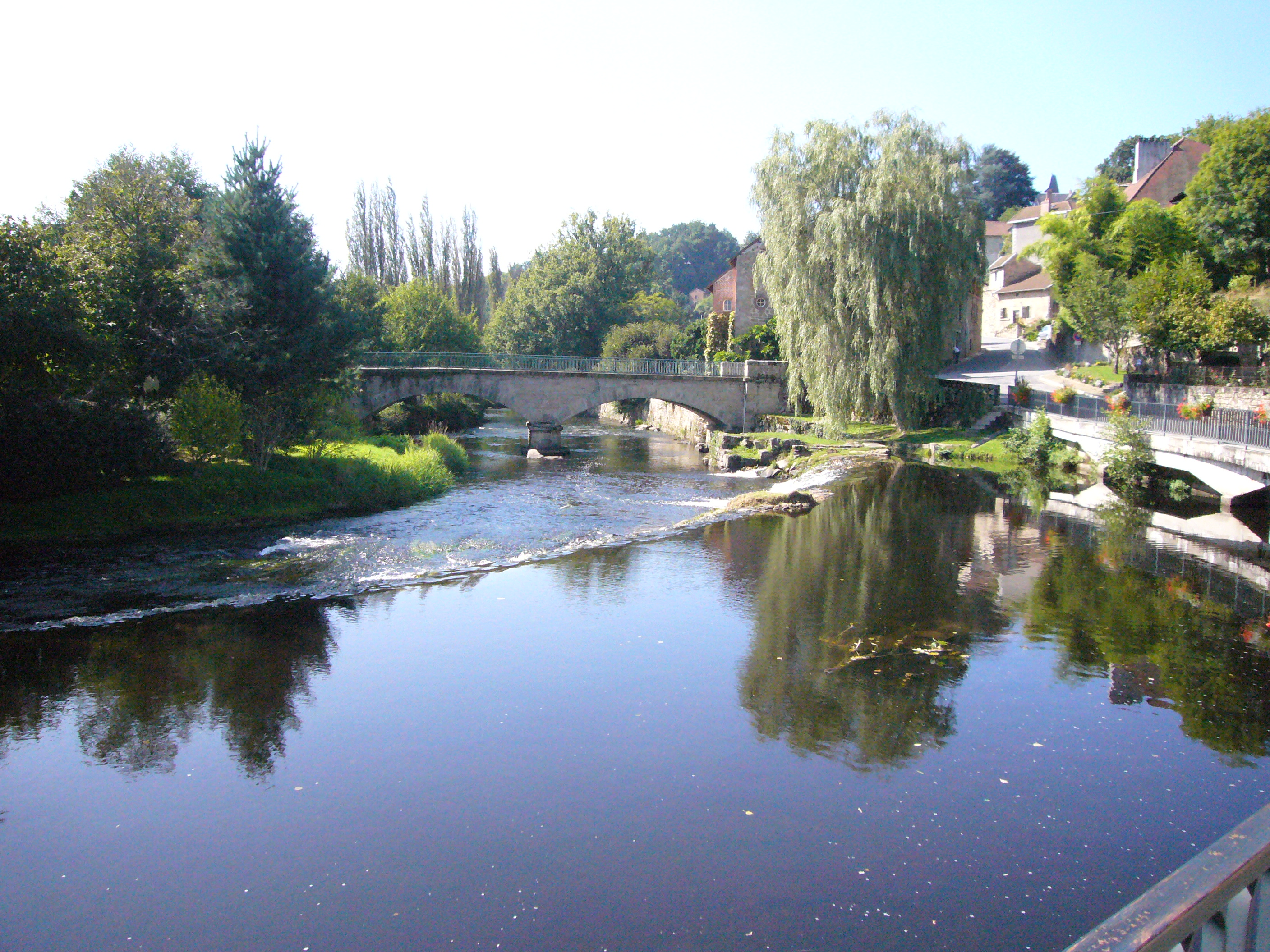
La Viena a Eymoutiers.
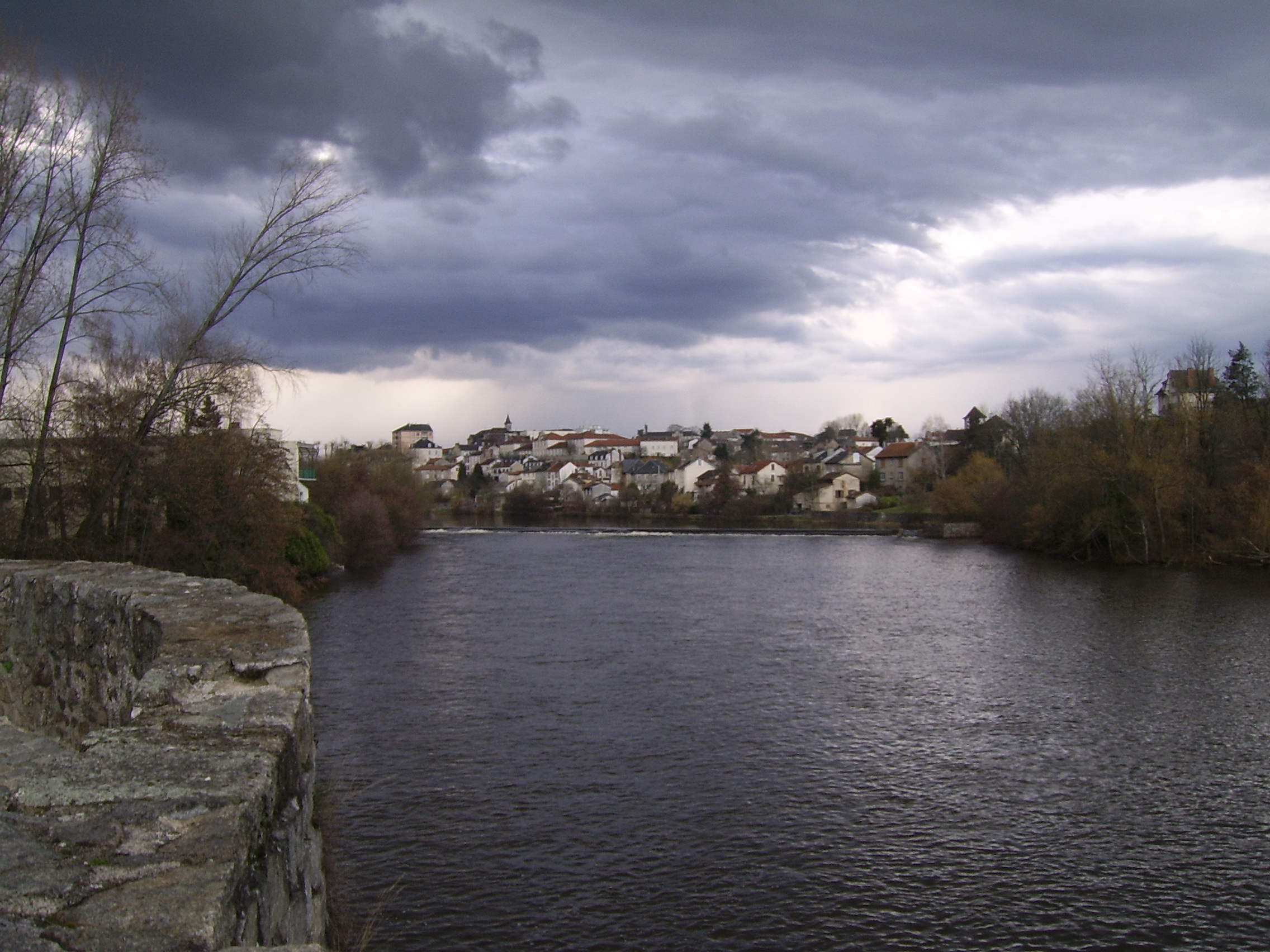
La Viena a Llemotges
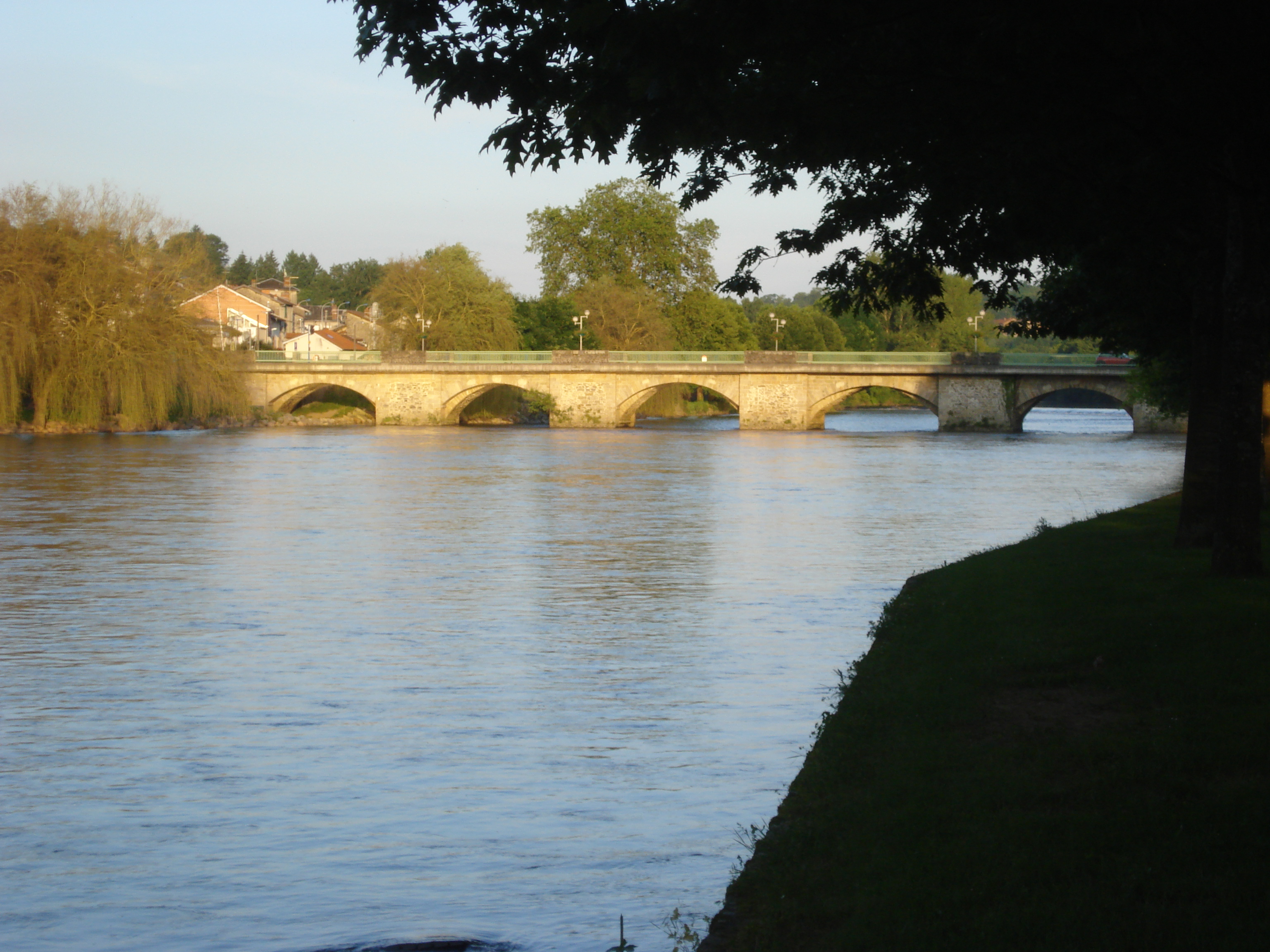
La Viena a Aixe-sur-Vienne
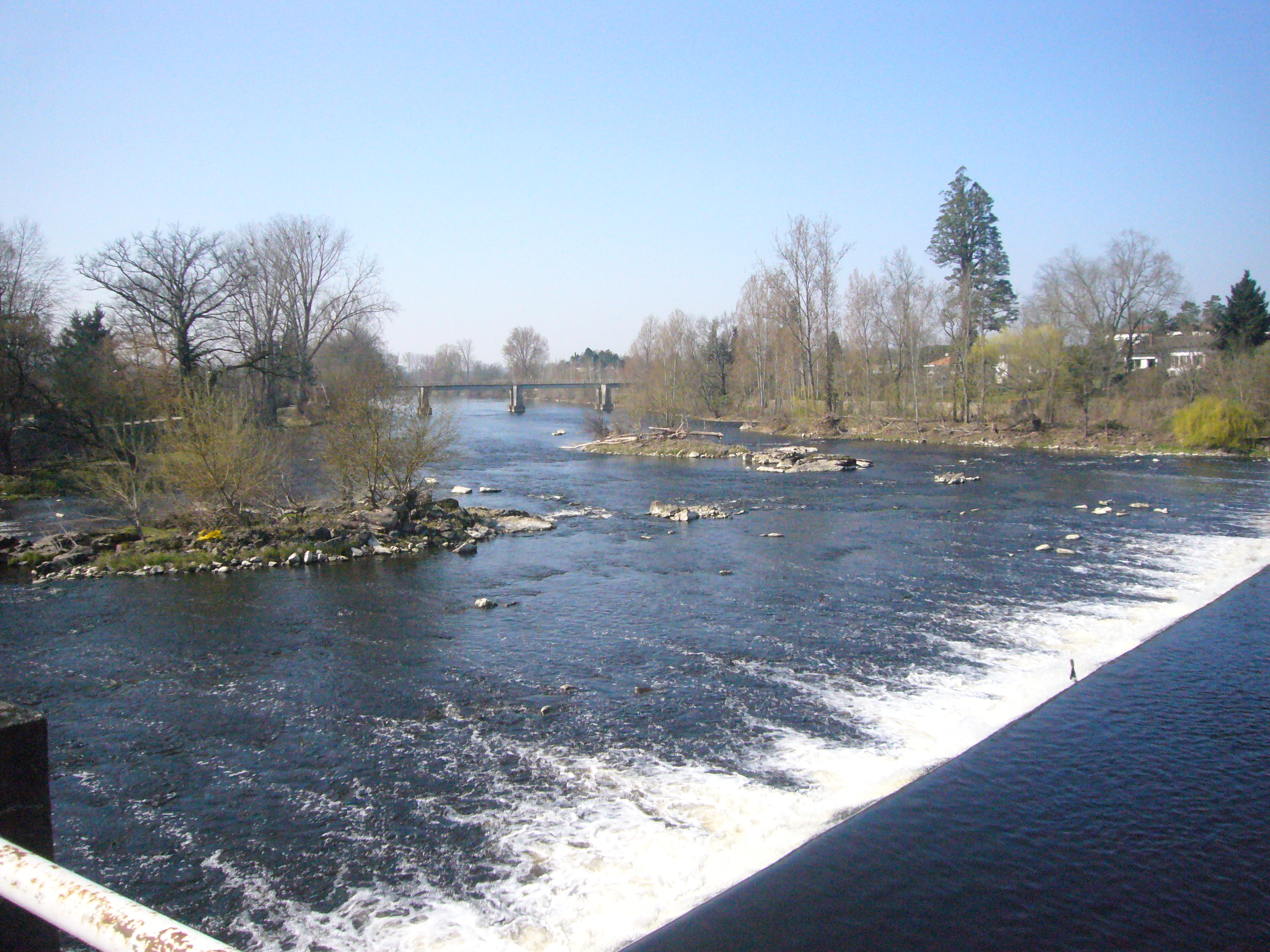
La Vienne a Chabanais
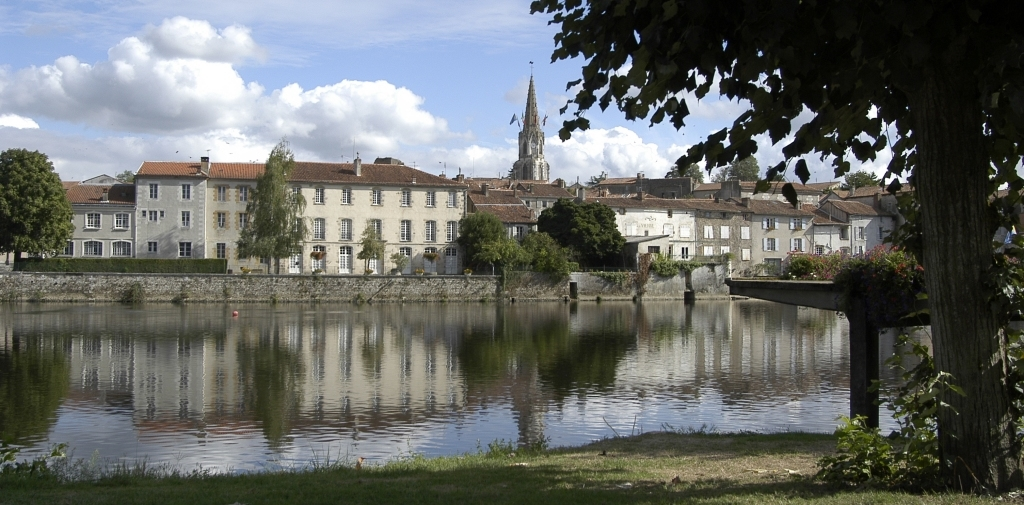
La Viena a Confolens
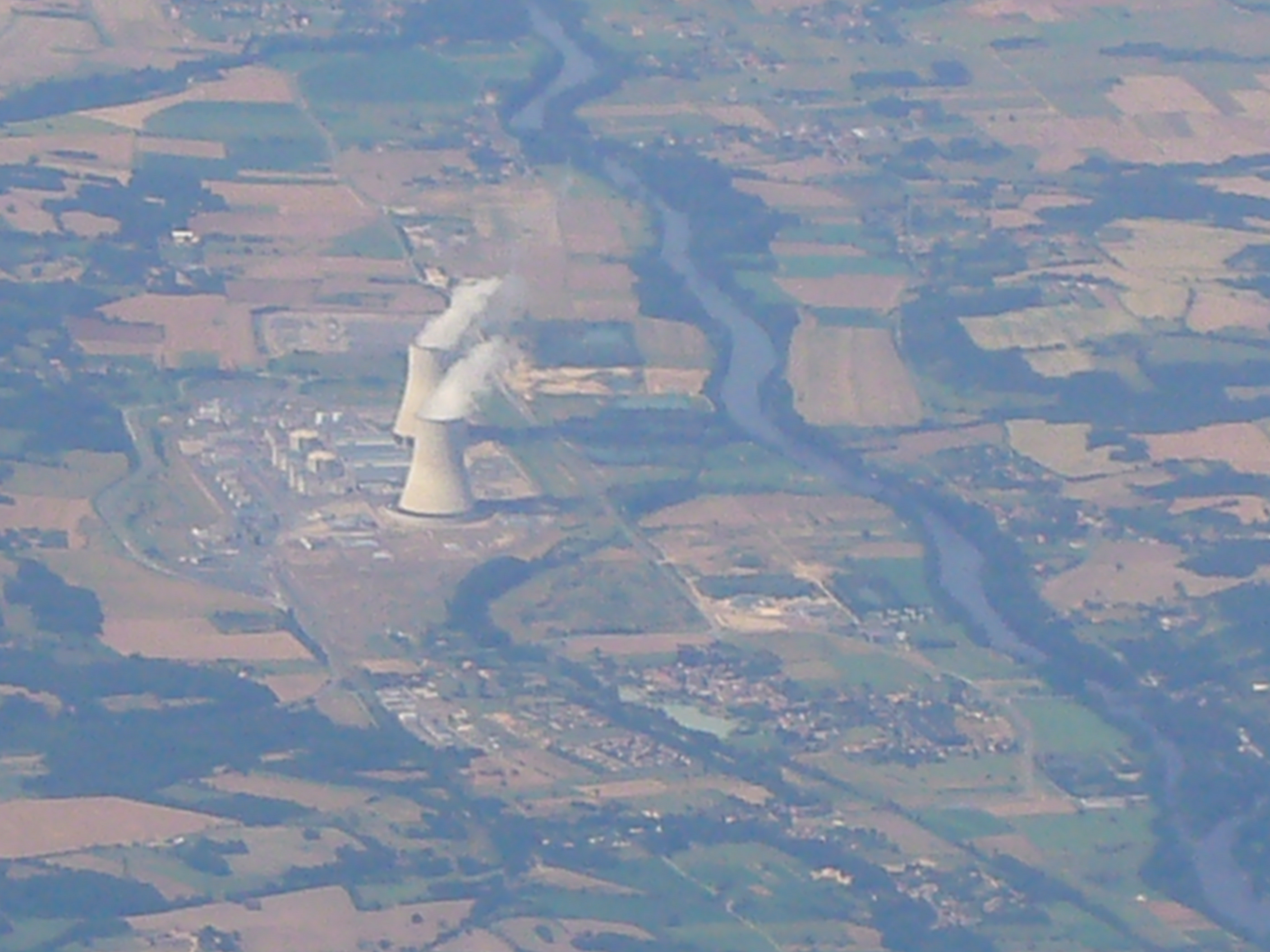
La central nuclear de Civaux, a l'esquerra, usa les aigües de la Viena, a la dreta, per refrigerar-se
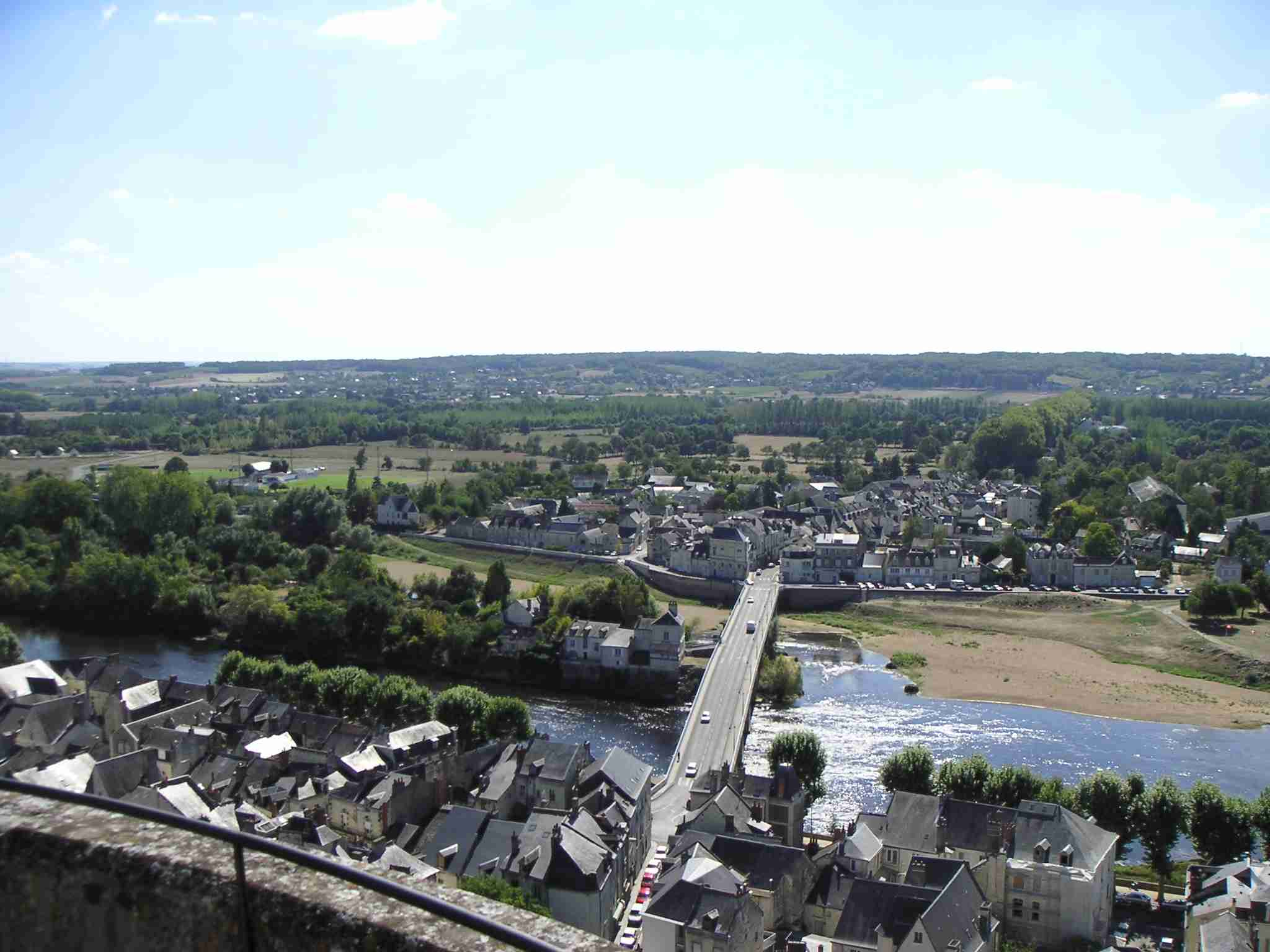
La Viena a Chinon
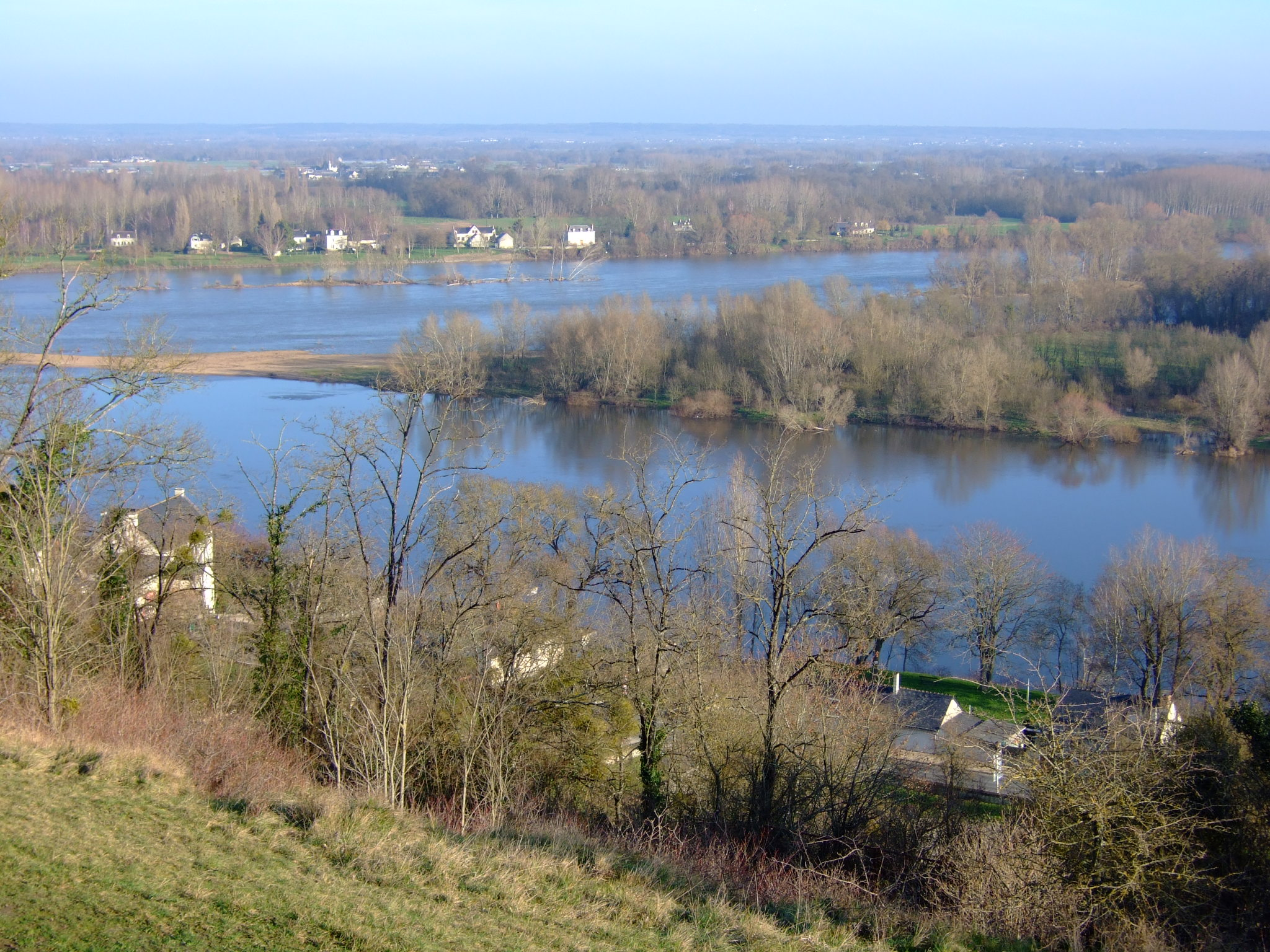
La confluència amb el Loira